# Royal Rife
Royal Raymond Rife (Nebraska, 16 de mayo de 1888 - California, 5 de agosto de 1971) fue un inventor estadounidense. Afirmó haber encontrado una cura para el cáncer terminal, así como otras enfermedades, por medio de un aparato que llamó «beam ray machine»,
que según sus afirmaciones «trabajaba por medio de una frecuencia inducida, la cual vibraba a la resonancia del patógeno en cuestión».
La información exacta para la construcción de sus instrumentos es insuficiente, por lo que sus resultados nunca se han podido reproducir.
Después de la muerte de Rife se empezaron a comercializar varios tipos de aparatos por internet afirmando usar los mismos principios y curar todo tipo de enfermedades, desde el acné hasta el sida. Su conexión con los dispositivos de Rife es dudosa.

## Biografía
Nació en su 1888 en Elkorn. Existe muy poca información confiable sobre la vida de Rife. No se sabe con certeza que tipo de estudios cursó, pero existe una patente de 1929 sobre una lámpara de alta intensidad para microscopio.
Royal R. Rife falleció en El Cajón (California), el 5 de agosto de 1970 a los ochenta y tres años, debido a una sobredosis de Valium (un tranquilizante) y alcohol.

### Afirmaciones sobre invenciones y descubrimientos
En 1920, Rife construyó lo que llamó «el primer microscopio para virus» del mundo. En 1931 afirmó haber construido el «microscopio universal», un tipo de microscopio óptico que —según él— tenía ampliación de imágenes de hasta sesenta mil veces su tamaño real, muy superior a la de cualquier microscopio de su tiempo (en que no existía el microscopio electrónico).

### Cómo trabajaba el microscopio, según Rife
Según Rife, él identificó la firma espectral de cada microbio que investigaba; de ahí, giraba un prisma de cuarzo para enfocar luz, de una longitud de onda específica sobre el microorganismo examinado.[cita requerida]
Luego seleccionaba la longitud de onda, la cual «vibraba o resonaba» igual que la «firma espectral» del microbio basándose en la idea de que cada molécula oscila en su propia frecuencia distintiva. En otras palabras, que, al igual que una gota de agua o una escarcha de nieve, o las huellas digitales, las cuales nunca se repiten, así las moléculas o microbios poseen una única firma espectral.[cita requerida]

## Dudas y escepticismo
En mayo de 1932, el doctor Arthur I. Kendall (director de Investigaciones Médicas de la Universidad de Northwestern) —quien un año antes se había asociado con Rife— realizó una conferencia ante la Asociación Estadounidense de Médicos y Cirujanos (AAPS) en la Universidad Johns Hopkins.[cita requerida]
Durante la conferencia, el doctor Thomas Rivers —virólogo y bacteriólogo, director del Instituto Rockefeller (proveedor principal de fondos para investigaciones médicas)— y el doctor Hans Zinsser llamaron «mentiroso» al doctor Kendall, ya que los supuestos microorganismos no se podían apreciar en el propio microscopio, que eso era simplemente una invención de Rife y del doctor Kendall, argumentando que no existían bases lógicas y científicas para creer eso.[cita requerida]

## Curas contra el cáncer
En el verano de 1934, en el Scripps Institute, en La Jolla, California, Rife afirmó haber curado el cáncer terminal a dieciséis personas, de las cuales catorce se recuperaron en sólo tres meses, y las dos restantes en seis meses.[cita requerida]

### Reaparición, mercadotecnia y fraude a la salud
El interés en Rife fue revivido en los años ochenta por el escritor Barry Lynes, quien escribió The Cancer Cure that Worked (‘La cura contra el cáncer que funcionó’).
El libro afirma que la máquina «beam ray machine» de Rife funcionaba y curaba el cáncer, pero que todos los descubrimientos de Rife fueron censurados en los años treinta por una conspiración liderada por la American Medical Association (Asociación Médica Estadounidense).
La American Cancer Society (Sociedad Estadounidense del Cáncer) ha declarado que las afirmaciones de Lynes no son ciertas.[cita requerida]